# Albrecht Linemann
Albrecht Linemann (* 11. März 1603 in Fischhausen in Ostpreußen, heute Primorsk, Russland; † 8. Dezember 1653 in Königsberg, heute Kaliningrad, Russland) war ein deutscher Mathematiker und Astronom. In den Sommersemestern 1642 und 1650 sowie im Wintersemester 1650/51 fungierte er als Rektor der Universität Königsberg.

## Leben
Linemann war Sohn eines Schusters und Kirchenvorstehers und sollte ursprünglich ein Handwerk erlernen. Als die Familie feststellte, dass der Sohn studieren wollte, erlaubte sie ihm, nach Königsberg zu gehen.
Er besuchte dort die Domschule und konnte sich mit Gelegenheitsarbeiten seinen Unterhalt sichern. In dieser Zeit eignete er sich ein umfangreiches philologisches Grundwissen an. An der Universität Königsberg begann er ein Studium der Evangelischen Theologie. Nach der Studienordnung gehörten dazu Studien an der philosophischen Fakultät. Er bestritt am 30. März 1629 unter Levin Pouchenius die theologische Disputation De promissione facta Achazo Esa. VII. 14 als Responent.
Daneben studierte er Mathematik. Durch den direkten Kontakt zu seinem Lehrer, dem Königsberger Professor Johann Strauß qualifizierte er sich und ihm wurde nach dessen Tod 1630 eine ordentliche Professur der Mathematik angeboten.
Linemann unternahm jedoch zuvor eine dreijährige Reise in die Niederlande, ins damalige Zentrum mathematischer Forschungen. Dort machte er mit einer öffentlichen Disputation De scintillatione stellarum auf sich aufmerksam. Sie brachte ihm die Anerkennung der holländischen Gelehrten ein. Nach drei Jahren kehrte er nach Königsberg zurück, wo er am 20. April 1634 den akademischen Grad eines Magisters der Philosophie erwarb. Noch im selben Jahr wurde er Professor der Mathematik in Königsberg. Er unterrichtete auch die deutsche Sprache.
Linemann hinterließ einen ungedruckten Traktat vom Feldmessen, gab von 1634 bis 1654 Kalender mit Anmerkungen heraus, welche seine Witwe unter dem etwas sperrigen Titel Deliciae Calendario-graphicae, das ist die sinnreichsten und allerkünstlichsten Fragen und Antworten, darinnen die edelste Geheimnisse der Physik, Astronomie, Astrologie, Geographie, etc. bestermassen Gelehrten und Ungelehrten zum Besten anmuthig und verständlich ausgeführet und verabschiedet werden, aus den jährlichen Calender-Arbeiten des weiland hochgelahrten und weitberühmten Hn. M. Alb. Linemanni Fischerhusio Borussi mathemarum professoris publici bei der löblichen Königsbergischen Akademie dem Kunstliebenden Leser zum ergötzlichen Nutzen zusammengetragen (Königsberg 1657), herausgab.
Aus den erwähnten Kalendern geht unter anderem hervor, dass er ein Gegner der leichtgläubigen Anhänger von Aristoteles war. Er propagierte
stattdessen das Weltbild des Nikolaus Kopernikus. Nach seinem Tod widmeten ihm Valentin Thilo und Simon Dach ein schriftliches Andenken.
Aus seiner Ehe mit Anna Gericke stammt eine Tochter, die jedoch jung verstarb.

## Werke
- Disputationem inauguralem mathematicam: de refractionibus uranicis. Königsberg 1634
- Disp. mathematicam theorematicam adstruentem, mortum diurnum telluri vindicandum esse. Königsberg 1635
- Disp. ordinarim continentem controversias physico-mathematicas. Königsberg 1636
- Disp. primam de natura cometarum aethereorum. Königsberg 1636
- secundam. 1636
- Disp. de mundo. 1637
- Disp. theorematicam inquirentem in irdis seu arcus coelestis naturam. 1637
- Disp. de rerum naturalium primordiis. 1638
- Disp. de visionis natura. 1642
- Disp. putationem psychologicam, juxta sententiam methodumque Aristotelis … sive, universaliter de omni parte animae disquirentem. 1642
- Disp. de mathematicarum disciplinarum natura. 1642
- Positionis opticas. 1643
- Disp. physico- astronomicam de sole. 1645
- Disp. de veritate fati astrologici 1647
- Exercitationem physico-opticam de iride. 1649
- Disp. optico-physicam, de visionis modo. 1649
- Mathematicarum assertionum pentadem priorem. 1649
- Mathematicarum assertionum pentadem posteriorem. 1650
- Disp. physico- astronomicam de luna. 1650
- Disp. physicam de igne elementari. 1651
- Tractatus Manduductio ad fortificationem belgicam.